# Ilha Grande da Terra do Fogo
A Ilha Grande da Terra do Fogo (em castelhano:  Isla Grande de la Tierra del Fuego) é uma ilha próxima do extremo sul da América do Sul. Encontra-se à latitude aproximada de 52º S, e está separada do continente pelo estreito de Magalhães, e das ilhas que se encontram a sul pelo canal de Beagle. A sua parte ocidental é território do Chile, e a oriental da Argentina, administrativamente na Terra do Fogo, Antártida e Ilhas do Atlântico Sul. Esta ilha constitui a maior parte da Terra do Fogo. É banhada a leste pelo oceano Atlântico.
A área da ilha é de 47 992 km², o que a torna a 29ª maior ilha do mundo. As duas cidades principais são Ushuaia e Rio Grande, ambas na Argentina, e o ponto mais elevado é o monte Darwin, na parte chilena. O sector chileno da ilha tem como capital a cidade de Porvenir, enquanto que Ushuaia é a capital da parte argentina da ilha e também da província de Tierra del Fuego, Antártida e Islas del Atlántico Sur.
A Ilha Grande da Terra do Fogo está localizada no limite transformante da placa tectônica de Scotia com a placa Sul-Americana. Deste modo, seu terreno é cortado pela falha Magalhães-Fagnano, a qual é responsável por originar alguns abalos sísmicos, com destaque para o terremoto ocorrido em 1949, que atingiu 7,7 na escala de Richter.
1. ↑  earthquake.usgs.gov https://earthquake.usgs.gov/earthquakes/eventpage/iscgem897093/executive#origin. Consultado em 7 de maio de 2021 Em falta ou vazio |título= (ajuda)